# Övertorneå kyrka

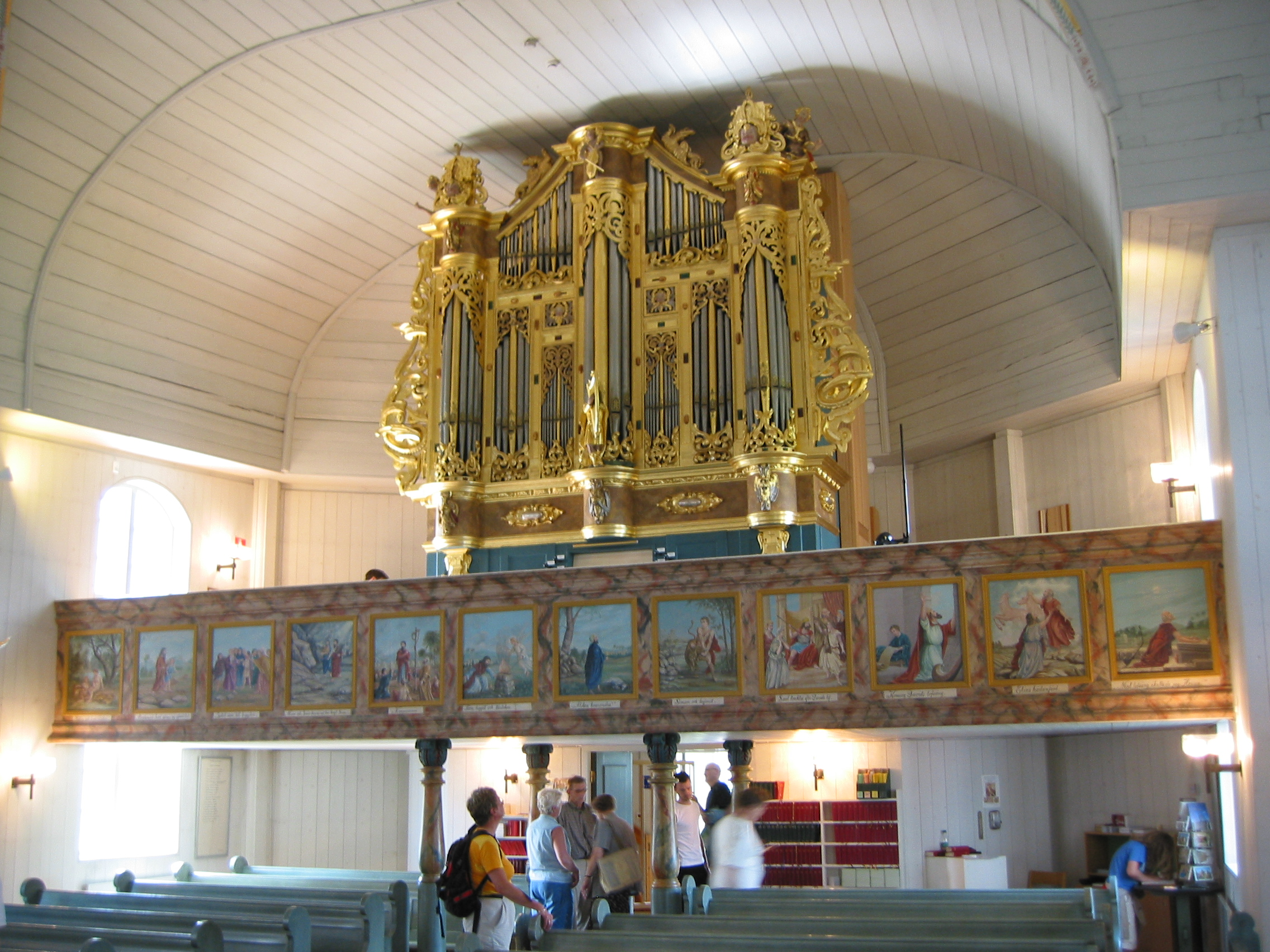
Kyrkans berömda orgel på läktaren i västra korsarmen. Orgelläktarens barriär har gammaltestamentliga motiv.

Övertorneå kyrka i Övertorneå, Sverige (Matarengi) är församlingskyrka i Övertorneå församling i Luleå stift. Kyrkan är uppförd 1734–1736 av Hans Biskop. Klockstapeln byggdes 1763. Övertorneå kyrka var motiv på frimärke 1997.

## Historia
Sedan Särkilax kapell förstörts av vårfloden 1617 uppfördes en ny kyrka på östra sluttningen av berget Särkivaara i Matarengi. Den nya platsen var säkrare från Torne älvs vårfloder och islossningar. Den nya kyrkan stod klar kort tid efter vårfloden 1617. När exakt har inte gått att belägga i källorna.  I november 1734 uppges att den gamla kyrkan rivits ned och att arbetet med grunden till den nya kyrkan hade påbörjats. Den nya kyrkan gavs formen av en korskyrka. Arbetet leddes av Hans Biskop. Biskop gjorde även den skulpturala utsmyckningen i kyrkan, till exempel korskranket med pyramider. 1763 byggdes en ny klockstapel som är av bottnisk typ.
Nuvarande altartavla är målad av Karl Tirén år 1903 efter en målning i Molde domkyrka av Axel Ender.
Någon gång under vintern 1716-1717 plundrades kyrkan av ryska kosacker. Kyrkoherden Johannes Tornberg blev enligt traditionen så svårt misshandlad av dem med sin egen käpp att han avled två dagar senare. Tornbergs spanskrörkäpp finns bevarad i kyrkan. Traditionen uppger också att ryssarna ska ha rövat bort den  kyrkklocka som återfunnits i vattnet efter vårfloden 1617 då Särkilax kapell spolades bort. Uppgiften är dock av allt att döma en vandringssägen då sockenmännen ännu 40 år efter vårfloden uppgav att klockan som försvann inte hade återfunnits.  Storklockan, hängdes upp i den östra stegporten i december 1688, grävdes ner innan anfallet och räddades på så vis undan ryssarna. När socknen delades i två delar på grund av nya riksgränsdragningen 1809 överläts den klockan till nybildade Övertorneå församling i storfurstendömet Finland.

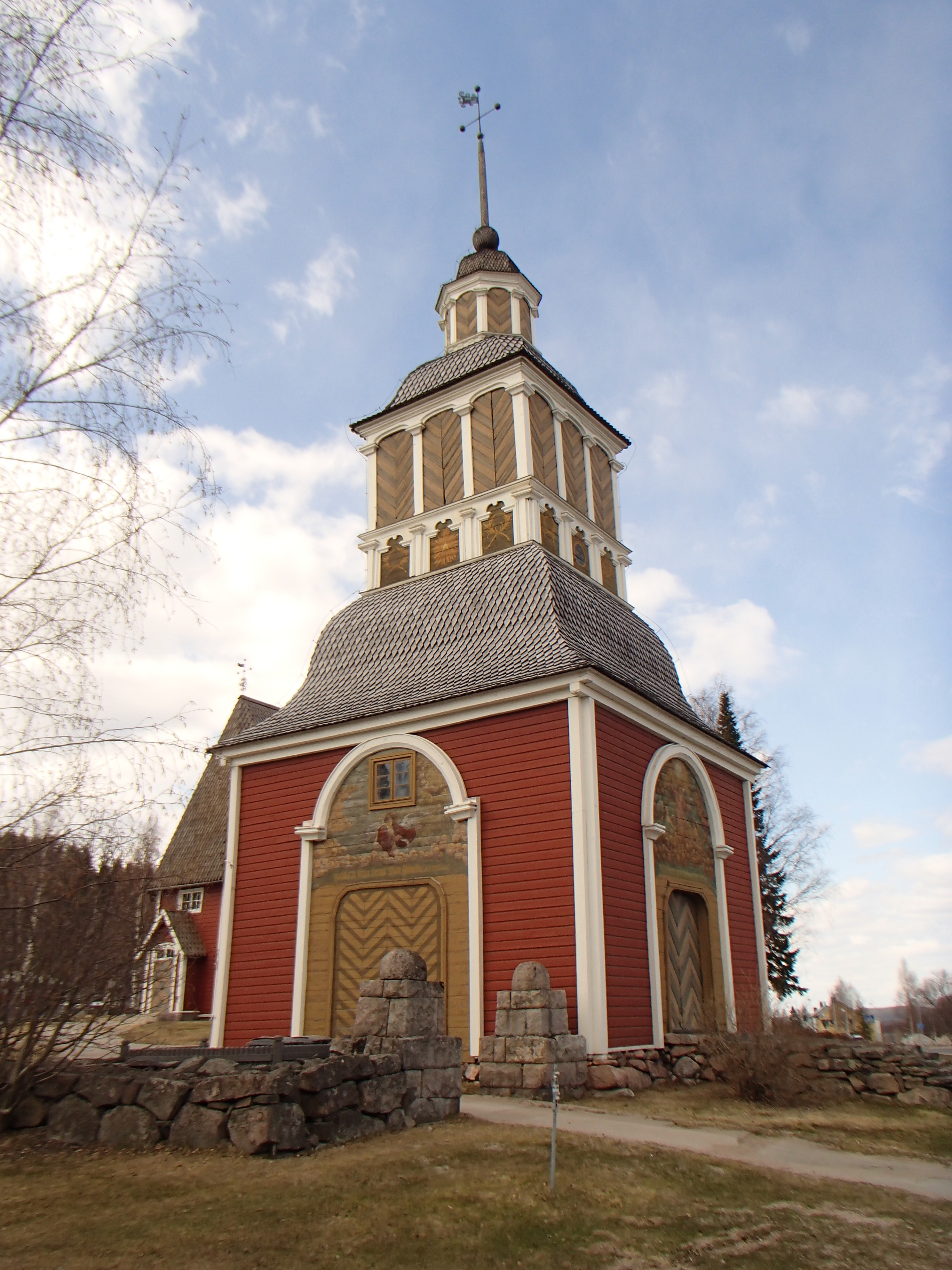
Klockstapeln från 1763.

## Orgel
År 1779 köpte Övertorneå församling orgeln i Tyska kyrkan i Stockholm. Orgeln byggdes av Paulus Müller från Spandau 1608 för Tyska kyrkan, där den kom att byggas om ett flertal gånger för att passa tidens skiftande smak, innan den slutligen ansågs föråldrad.
Pastorsadjunkten Nils Wiklund hade i december 1776 suspenderats från sin tjänst i Övertorneå. Wiklund och kyrkoherden Isak Grape hade anklagats och dömts för att ha gynnat en väckelserörelse. När Wiklund vädjat till Svea hovrätt utan att få upprättelse, begav han sig till Stockholm för att söka upprättelse hos kungen. 1779 föll det kungliga utslaget som friade Wiklund som då kunde återvända till sin gamla adjunktstjänst. Under tiden Wiklund vistades i Stockholm hittade han orgeln. Via hans förmedling köptes orgeln av Övertorneå församling i stället för att kasseras. Redan 1780 kunde orgelbyggare Mathias Svahlberg sätta upp orgelns över- och huvudverk i Övertorneå kyrka. Ryggpositivet sattes upp i Hietaniemi kyrka året därpå. Orgelns pedalverk gick förlorat.
Orgeln var tagen ur bruk 1934-1971, då en ny pneumatisk orgel byggd av Grönlunds orgelbyggeri och placerad bakom den gamla, i stället ljöd. 1971 restaurerades gamla orgeln av Grönlunds och togs i bruk igen. Orgeln försågs då också med ett nytt pedalverk. I samband med det revs 1934 års orgel.
Merparten av orgelns skulpturer antas vara gjorda av träsnidaren Mårten Redtmer som smyckade regalskeppet Vasa.

### Övertorneå-projektet
Inom det omfattande så kallade Övertorneå-projektet 1991–1999 utfördes noggrann dokumentation, rekonstruktion och restaurering av orgeln. Rekonstruktionen sattes upp och invigdes i Norrfjärdens kyrka 1997. Övertorneåorgeln restaurerades till det skick den hade då den sattes upp. Ett nytt pedalverk tillkom. Orgeln återinvigdes 1999. Ledare för Övertorneå-projektet var professor Hans-Ola Ericsson. Huvudrådgivare var professor Harald Vogel. Ytterligare en kopia byggdes och installerades 2004 i Tyska kyrkan, därifrån den en gång kom. Arbetena utfördes av Grönlunds orgelbyggeri.

### Disposition
| Huvudverk C–c³        | Öververk C–c³                 | Pedalverk C–d¹                |
| Quintadena 16’        | Gedackt 8’                    | Unter Bass 16’ (ny)           |
| Principal 8’          | Octava 4’                     | Gedackter Bass 8’ (ny)        |
| Flachflöjt 8’         | Quinta 3’ (eg. 22/3’)         | Octava Bass 4’ (ny)           |
| Gedackt 8’            | Octava 2’                     | Posaunen Bass 16’ (ny)        |
| Octava 4’             | Octava 1’ (eg. Mixtur I chor) | Trommeten Bass 8’ (ny)        |
| Spitzflöt 4’          | Scharf II chor                | Dulsian Bass 8’ (ny)          |
| Quinta 3’ (eg. 22/3’) | Vox Humana 8’ (ny)            | Corneten Bass 4’ (ny)         |
| Octava 2’             |                               |                               |
| Mixtur III chor       | Koppel                        | Fågelsång (ny)                |
| Cymbel II chor (ny)   | Huvudverk/Pedalverk           | Övrigt                        |
| Trompet 8’ (ny)       | Öververk/Huvudverk            | Stämd i korton a¹=467 Hz      |
|                       |                               | Temperering: Werckmeister III |

### Diskografi
Inspelningar av musik framförd på kyrkans orgel.
- Einar Isacson spelar på orgeln i Övertorneå. Singel. Norrbottens museum NBM 1. 1972?.
- Renässansorgeln i Övertorneå kyrka 1991/92 före en restaurering / Blomberg, Göran, orgel. CD. Arkens rundradio ARR CD 07. 1992.
- Den historiska orgeln i Övertorneå kyrka efter en restaurering / Blomberg, Göran, orgel. Oak Grove CD 2011. 2003.
- Complete chorale partitas / Ericsson, Hans-Ola, orgel. CD. Euridice EUCD 67. 2011.